# Vibrante uvulare
La vibrante uvulare è una consonante, rappresentata con il simbolo /ʀ/ nell'alfabeto fonetico internazionale (IPA).
In italiano tale fono è presente in alcuni parlanti come particolare realizzazione del fonema /r/ ("erre francese").

## Caratteristiche
La consonante vibrante uvulare sonora presenta le seguenti caratteristiche:
- il suo modo di articolazione è vibrante, perché questo fono è dovuto a un ciclo di rapidi occlusioni e rilasci dell'aria nella bocca;
- il suo luogo di articolazione è uvulare, perché nel pronunciare tale suono il dorso della lingua entra in contatto con l'ugola;
- è una consonante sonora, in quanto questo suono è prodotto con la vibrazione delle corde vocali.

## Origine
Esistono due teorie principali sull'origine della vibrante uvulare nelle lingue europee. Secondo una teoria, ebbe origine nel francese standard intorno al XVII secolo e si diffuse nelle varietà standard di tedesco, danese, portoghese e alcune di quelle di olandese, norvegese e svedese. È presente anche in altre zone d'Europa, ma non è chiaro se tali pronunce siano dovute all'influenza francese. Nella maggior parte dei casi, le varietà hanno spostato il suono in una fricativa uvulare sonora [ʁ] o in un approssimante uvulare sonora [ʁ̞].
     Non usuale
     Solo in qualche discorso colto
     Usuale nel linguaggio delle persone istruite
     Generale

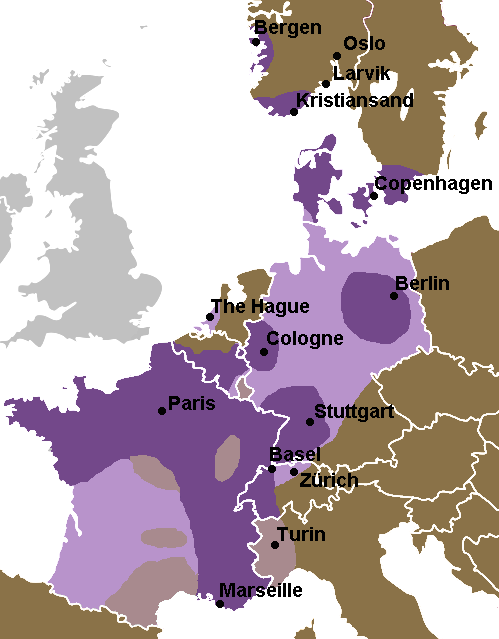
Distribuzione della r gutturale (come [ʁ ʀ χ]) in Europa nella metà del XX secolo.
Non usuale
Solo in qualche discorso colto
Usuale nel linguaggio delle persone istruite
Generale

L'altra teoria principale è che la R uvulare abbia avuto origine nelle lingue germaniche dall'indebolimento della R alveolare, che è stata sostituita da un'imitazione della R alveolare (vocalizzazione). Contro la teoria delle "origini francesi", pare che ci siano molti segni che la R uvulare esistesse in alcuni dialetti tedeschi molto prima del XVII secolo.
Oltre all'Europa moderna, la R uvulare esiste anche in alcune lingue semitiche, tra cui l'arabo mesopotamico settentrionale e l'ebraico moderno.

## In italiano
In italiano tale fono non è presente, ma può trovarsi come un allofono dell'alveolare /r/: questo fonema infatti viene realizzato in molti modi, e la vibrante uvulare, insieme alla fricativa uvulare sonora [ʁ] e a quella sorda [χ], o all'approssimante labiodentale [ʋ], viene comunemente designata sotto il nome generico di "erre moscia". È tuttavia una caratteristica della Valle d'Aosta, di alcune vallate del Piemonte occidentale, di una piccola area compresa tra l'Alessandrino e l'Emilia occidentale e della Liguria occidentale.

## Altre lingue

### Friulano
In lingua friulana è presente nel canale d'Incarojo in Carnia.

### Tedesco
In lingua tedesca tale fono è reso con la grafia ⟨r⟩, che può essere liberamente realizzato come vibrante o come fricativa sonora ([ʁ]):
- Rat "consiglio" [ʀaːt]

### Abcaso
Tale fono è presente in lingua abcasa.

### Ebraico
In lingua ebraica tale fono è reso ⟨ר⟩ nell'alfabeto ebraico.
| linguaggio      | linguaggio                       | parola         | IPA        | Significato            | Appunti |
| --------------- | -------------------------------- | -------------- | ---------- | ---------------------- | --- |
| Afrikaans       | parti dell'ex Provincia del Capo | rooi           | [ʀoːi̯]     | 'rosso'                | può essere invece una fricativa [ʁ]. |
| Arabo           | Mesopotamica settentrionale      | قمر            | [ˈqʌmʌʀ]   | 'Luna'                 | corrisponde a [r, ɾ] nella maggior parte delle altre varietà. |
| Catalano        | alcuni dialetti settentrionali   | córrer         | [koˈʀe]    | 'correre'              | |
| Olandese        | Limburgo belga                   | rood           | [ʀoːt]     | 'rosso'                | più comunemente costituita da una sola vibrazione. Le pronunce uvulari sembrano guadagnare terreno nel Randstad. La realizzazione di /r/ varia considerevolmente tra i dialetti. |
| Olandese        | Paesi Bassi centrali             | rood           | [ʀoːt]     | 'rosso'                | più comunemente costituita da una sola vibrazione. Le pronunce uvulari sembrano guadagnare terreno nel Randstad. La realizzazione di /r/ varia considerevolmente tra i dialetti. |
| Olandese        | Randstad                         | rood           | [ʀoːt]     | 'rosso'                | più comunemente costituita da una sola vibrazione. Le pronunce uvulari sembrano guadagnare terreno nel Randstad. La realizzazione di /r/ varia considerevolmente tra i dialetti. |
| Olandese        | Paesi Bassi meridionali          | rood           | [ʀoːt]     | 'rosso'                | più comunemente costituita da una sola vibrazione. Le pronunce uvulari sembrano guadagnare terreno nel Randstad. La realizzazione di /r/ varia considerevolmente tra i dialetti. |
| Olandese        | Brabante fiammingo               | rood           | [ʀoːt]     | 'rosso'                | più comunemente costituita da una sola vibrazione. È una delle realizzazioni meno comuni di /r/ in queste aree. |
| Olandese        | Paesi Bassi settentrionali       | rood           | [ʀoːt]     | 'rosso'                | più comunemente costituita da una sola vibrazione. È una delle realizzazioni meno comuni di /r/ in queste aree. |
| Olandese        | Fiandre occidentali              | rood           | [ʀoːt]     | 'rosso'                | più comunemente costituita da una sola vibrazione. È una delle realizzazioni meno comuni di /r/ in queste aree. |
| Inglese         | Cape Flats                       | red            | [ʀɛd]      | 'rosso'                | possibile realizzazione di /r/; potrebbe invece essere [ɹ ~ ɹ̝ ~ ɾ ~ r]. |
| Inglese         | Dialetto della Northumbria       | red            | [ʀɛd]      | 'rosso'                | più spesso una fricativa. Dialettale "Northumbrian Burr", che si trova principalmente nel Northumberland orientale, in declino. |
| Inglese         | Sierra Leone                     | red            | [ʀɛd]      | 'rosso'                | più spesso una fricativa. |
| Francese        | Francese                         | rendez-vous    | [ʀɑ̃devu]   | "appuntamento"         | più comunemente un'approssimante o una fricativa [ʁ], su influsso dell'accento di Parigi. |
| Tedesco         | standard                         | rot            | [ʀoːt]     | 'rosso'                | variante libera della fricativa uvulare sonora e approssimante. |
| Ebraico         | Ebraico                          | ירוק           | [jaˈʀok]   | 'verde'                | può anche essere una fricativa o approssimante. |
| Italiano        | alcuni locutori                  | ra ro          | [ˈʀaːʀo]   | 'raro'                 | resa alternativa della vibrante alveolare italiana standard [r], a causa di difetti ortoepici individuali e/o variazioni regionali che rendono il suono alternativo più diffuso, in particolare in Alto Adige (al confine con l'Austria germanofona), Val d'Aosta (al confine con Francia) e in alcune parti della provincia di Parma, più marcatamente intorno a Fidenza. Altri suoni alternativi possono essere una fricativa uvolare sonora [ʁ] o un approssimante labiodentale [ʋ] |
| Giudeo-spagnolo | Giudeo-spagnolo                  | mujer          | [muˈʒɛʀ]   | 'donna', 'moglie'      | |
| Basso sassone   | Zwols                            | priezen/prysen | [pʀi: zn̩]  | 'prezzi'               | solo in città e nei suoi immediati dintorni, non nella zona che circonda Zwolle. |
| Lussemburghese  | Lussemburghese                   | rou            | [ʀəʊ̯]      | 'silenzio'             | allofono prevocalico di /ʀ/. |
| Occitano        | orientale                        | garric         | [ɡaʀi]     | 'quercia'              | contrasta con il vibrante alveolare ([ɡari] 'curato') |
| Occitano        | Provenzale                       | parts          | [paʀ]      | 'parti'                | |
| Occitano        | Alvernia meridionale             | garçon         | [ɡaʀˈsu]   | 'figlio'               | |
| Occitano        | Limosino sudorientale            | filh           | [fʲiʀ]     | 'figlio'               | |
| Portoghese      | europea                          | rarear         | [ʀəɾiˈaɾ]  | 'diventare più scarso' | si alterna con altre forme uvulari e la vecchia vibrante alveolare. |
| Portoghese      | Fluminense                       | mercado        | [me̞ʀˈkaðu] | "mercato", "equo"      | ha tendenza a essere sostituita da pronunce fricative. In posizione finale è generalmente variante libera di [x], [χ], [ʁ], [ħ] e [h] prima di un contesto sordo. |
| Portoghese      | Sulista                          | repolho        | [ʀe̞ˈpoʎ̟ʊ]  | 'cavolo'               | si alterna con la vibrante alveolare e [h], a seconda della regione. Mai usato in posizione finale. |
| Romani          | Alcuni dialetti                  | rom            | [ʀom]      | 'uomo'                 | allofono di un discendente della serie retroflessa indiana, spesso trascritto /ɽ/. Una vibrazione singola coronale, approssimante o vibrante in altri dialetti; in alcuni si fonde con /r / |
| Selkup          | Dialetti settentrionali          | ӄаӄри          | [ˈQaʀlɪ̈]   | 'slitta'               | allofono di /q/ prima delle consonanti liquide |
| Sioux           | Lakota                           | ǧí             | [ʀí]       | 'è marrone'            | allofono di /ʁ/ prima /i/ |
| Sotho           | variante regionale               | moriri         | [moʀiʀi]   | 'capelli'              | importato dai missionari francesi. |
| Svedese         | meridionale                      | räv            | [ʀɛːv]     | 'volpe'                | |
| Yiddish         | standard                         | בריק           | [bʀɪk]     | 'ponte'                | più comunemente una singola vibrazione [ʀ̆]; può invece essere alveolare [ɾ ~ r]. |